# Franciscus Haemus
Franciscus Haemus (Rijsel, 1521 – Kortrijk, 3 september 1585), ook wellicht Heems of Van der  Hem, was een Zuid-Nederlands leraar, schoolhoofd en Neolatijns dichter.

## Levensloop
Vroeg wees geworden (hij werd aan vaderszijde postuum geboren en zijn moeder stierf toen hij vier was) werd Haemus bij zijn zus in Tourcoing opgevangen en toen hij tien werd op kostschool geplaatst in Kortrijk. Na middelbare studies, vertrok hij in 1536 naar de universiteit van Leuven, vervolgens naar de universiteiten van Parijs en Orléans.
Vanaf 1541 werd hij leraar in de Kortrijkse middelbare school waar hij zelf leerling was geweest. In 1547 stichtte hij een eigen school en was er gedurende dertig jaar schoolhoofd en leraar. Hij was ondertussen ook priester geworden. Vanaf 1576 deed hij het rustiger aan. Hij ging een klein huis in Kortrijk bewonen en beperkte zich tot het lesgeven aan enkele leerlingen.
De godsdiensttroebelen deden hem Kortrijk verlaten en hij ging verblijven bij zijn vriend Antoine Meyer in Atrecht. Toen de rust was weergekeerd, keerde hij naar Kortrijk terug, om er te sterven. Aan zijn vriend Meyer liet hij een aantal handschriften na.

## Publicaties
- Twee volumes met religieuze liederen, 1556.
- Een volume met gedichten, Rijsel, 1556.
- Poemata Francisci Haemi, Antwerpen, Plantin, 1576.